# NK 프리모레
NK 프리모레(슬로베니아어: Nogometni Klub Primorje)는 아이도브슈치나를 연고로 하던 슬로베니아의 축구 클럽이다. 1924년에 설립되었으며 2011년 재정 문제로 인해 해체되었다.

## 성적
- 슬로베니아 프르바리가 준우승 2회 (1996-97, 2001-02)
- 드루가 SNL 우승 1회 (2009-10), 준우승 1회 (1992-93)
- 슬로베니아 컵 준우승 3회 (1995-96, 1996-97, 1997-98)

## 역대 감독
| 감독            | 임기        |
| --------------- | ----------- |
| 다르코 밀라니치 | 2004 ~ 2006 |